# Shinhan Bank
«Shinhan Bank» («Синха́н Банк» кор. 신한은행?, 新韓銀行? «Синха́н Ынхэ́н» — букв. «Новокорейский банк») — банк, расположенный в Сеуле (Республика Корея). Исторически это был первый банк Кореи. Учреждённый под названием «Хансонский банк» в 1897 году, банк был перерегистрирован в 1982 году. Банк входит в состав финансовой группы Shinhan Financial Group вместе с Jeju Bank. Shinhan Bank поглотил Chohung Bank 1 апреля 2006 года.
Синхан Банк был основан 7 июля 1982 года как малое предприятие с начальным капиталом в KRW 25,0 млрд, 279 служащих и тремя отделениями. Банк в 2002 году купил Банк Чеджу. В 2003 SFG приобрёл Банк Chohung (CHB), и затем объединил его с Банком Shinhan в 2006 году.

## Деятельность
Банк осуществляет розничную, корпоративную и инвестиционную банковскую деятельность, страхование, брокерскую деятельность, операции с ценными бумагами и многое другое. Помимо Южной Кореи отделения имеются в Японии, Индии, Вьетнаме, Филиппинах, КНР, Гонконге, Сингапуре, Австралии, США, Канаде, Мексике, Индонезии, Германии, Великобритании, Мьянме, Камбодже, Казахстане, Узбекистане, ОАЭ.
На 2006 год банк очень сильно вырос.
- Общий капитал KRW 176,9 трлн,
- собственный капитал KRW 9,7 трлн,
- 10 741 работников
- 1 026 филиалов.
- В банке размещено депозитов на сумму KRW 105,3 трлн,
- чистый доход банка оценивается в KRW 1,4 трлн.

На 2009 год
- 1 062 филиала
- 9 дочерних банков

Общее количество клиентов — более 15,8 млн.